# Басем Амин
Басем Амин е египетски шахматист, гросмайстор от 2006 г., един от двамата гросмайстори на Египет заедно с Ахмед Адли.

## Шахматна кариера
През 2001 г., заедно с Ахмед Адли, представя страната си на световното първенство за момчета до 14 години в Оропеса дел Мар, Испания. В състезанието участват общо 91 шахматисти. Амин завършва в средата на класирането с резултат от 3/7 т. Победител става Хикару Накамура от САЩ. Същата година участва на турнира „African Junior 2001“ в Лусака, Замбия, където заема 5-о място.
През 2002 г. участва отново в световното първенство за момчета до 14 години в Ираклион, Гърция. Той се състезава в „Б“ турнира, в който има 95 участници, и поделя 10-о място в крайното класиране. 
През 2003 г. участва в „Б“ турнира на световното първенство за момчета до 16 години. Постига резултат 7,5/11 т. и завършва в горната таблица на класирането.  След това взима участие в първенството за юноши до 20 години на Африка, където става вицешампион с резултат 4/5 т.
През 2004 г. става вицешампион на световното за момчета до 16 години. Завършва с резултат 8/11 т., като същият брои точки постигат шахматистите Давид Барамидзе (Германия) и Лука Ленич (Словения). 
През 2005 г. Амин участва в Белфорт (Франция) на световното първенство за момчета до 18 години. На него печели 7,5 т. от 11 партии и заема 5-9 м. Пред септември става шампион при мъжете на арабското първенство по шахмат в Дубай, оставяйки зад себе си три гросмайстора и сънародника си Ахмед Адли. В края на годината става шампион при юношите до 20 години за арабските страни заедно с катареца Хюсеин Назад.

## Турнирни резултати
- 2002 –  Заказик (2 м. зад Сайед Хасан с 5/7 т.)[10]
- 2005 –  Асуот (1 м. с резултат 4/5 т.)[11]
- 2005 –  Кайро (2 м. на турнира за „Купата на Египет“)[12]
- 2007 –  Абу Даби (1-2 м. с арменеца Ашот Анастасян)[13]